# البهائية في جامايكا
بدأت البهائية في جامايكا بذكر من عبد البهاء، الذي كان رئيسًا للديانة آنذاك، في عام 1916 حيث ذكر أمريكا اللاتينية كأحد الأماكن التي يجب أن ينقل إليها البهائيون ديانتهم. بدأت الجالية البهائية في عام 1942 مع وصول الدكتور مالكولم كينغ. تم انتخاب أول جمعية روحية محلية للبهائيين في جامايكا في كينغستون في عام 1943. بحلول عام 1957، كانت الجالية البهائية في جامايكا منظمة تحت الجمعية الروحية الوطنية الإقليمية جزر الأنتيل الكبرى، وفي عشية الاستقلال الوطني في 1962، انتخب بهائيوا جامايكا جمعيتهم الروحية الوطنية في عام 1961. بحلول عام 1981، حضر مئات من البهائيين وغير البهائيين الاجتماعات الأسبوعية عندما قضت روحية خانم ستة أيام في جامايكا. جاء الاعتراف العام بالديانة على شكل إعلان من قبل الحاكم العام لجامايكا، السير هوارد كوك، بإعلان يوم بهائي وطني في 25 يوليو 2003، وأصبح هذا الحدث سنويًا منذ ذلك الحين. في حين أن هناك دلائل على وجود عدة مجتمعات نشطة في جامايكا بحلول عام 2008، تتراوح تقديرات عدد البهائيين من المئات إلى الآلاف.

## المرحلة الأولى
كتب عبد البهاء، ابن مؤسس الديانة بهاء الله، سلسلة من الرسائل، أو الألواح، إلى أتباع الديانة في الولايات المتحدة في الفترة من 1916 إلى 1917؛ تم تجميع هذه الرسائل معًا في كتاب بعنوان ألواح الخطة الإلهية. كانت الرسالة السادسة هي الأولى التي تذكر مناطق أمريكا اللاتينية وكتبت في 8 أبريل 1916، ولكن تم تأخير تقديمها في الولايات المتحدة حتى عام 1919—بعد نهاية الحرب العالمية الأولى والإنفلونزا الإسبانية. كانت أولى الخطوات التي قام بها البهائيون نحو أمريكا اللاتينية هي بعض الأفراد الذين قاموا برحلات إلى المكسيك وأمريكا الجنوبية قبل أو مع بداية تقديم هذه الرسالة في 1919، بما في ذلك السيد والسيدة فرانكلاند، روي سي. ويلهيلم، ومارثا رووت. تم ترجمة الرسالة السادسة وتقديمها من قبل مرزا أحمد صهراب في 4 أبريل 1919، ونُشرت في مجلة نجمة الغرب في 12 ديسمبر 1919.
يقول حضرة المسيح: سافروا إلى الشرق والغرب من العالم وادعوا الناس إلى مملكة الله… (سافروا إلى) جزر الهند الغربية مثل كوبا، هايتي، بورتو ريكو، جامايكا، جزر أنتيل الصغرى، جزر الباهاما، حتى جزيرة واتلينغ الصغيرة، لها أهمية كبيرة…

### خطة السبع سنوات والعقود التالية
كتب شوقي أفندي تلغرافًا في 1 مايو 1936 إلى مؤتمر البهائيين السنوي في الولايات المتحدة وكندا، وطلب البدء في تنفيذ رؤية عبد البهاء بشكل منهجي. في تلغرافه كتب:
نداء إلى المندوبين المجتمعين للتفكير في النداء التاريخي الذي عبر عنه عبد البهاء في ألاواح الخطة الإلهية. حث على التأمل الجاد مع الجمعية الوطنية القادمة لضمان تنفيذها الكامل. القرن الأول من عصر البهائية يقترب من نهايته. البشرية تدخل في أخطر مراحل وجودها. الفرص في الساعة الحالية ثمينة بشكل لا يُصدق. ليتني أتمنى أن تحتضن كل دولة في الجمهورية الأمريكية وكل جمهورية في القارة الأمريكية، قبل انتهاء هذا القرن المجيد، نور ديانة بهاء الله وتؤسس الأساس الهيكلي لنظامه العالمي.
بعد تلغراف 1 مايو، جاء تلغراف آخر من شوقي أفندي في 19 مايو يدعو إلى إنشاء رواد دائمين في جميع دول أمريكا اللاتينية. عينت الجمعية الروحية الوطنية للبهائيين في الولايات المتحدة وكندا لجنة بين-أمريكية لتولي التحضيرات. خلال مؤتمر البهائيين في أمريكا الشمالية في 1937، أرسل شوقي أفندي تلغرافًا ينصح المؤتمر بتمديد مداولاته للسماح للمندوبين والجمعية الوطنية بالتشاور حول خطة تمكن البهائيين من الذهاب إلى أمريكا اللاتينية وكذلك تشمل إتمام الهيكل الخارجي لـبيت عبادة بهاء الله في ويلميت، إلينوي. في عام 1937، بدأت خطة السبع سنوات الأولى (1937–44)، وهي خطة دولية صممها شوقي أفندي، بتحديد هدف للبهائيين الأمريكيين وهو تأسيس ديانة بهاء الله في كل دولة في أمريكا اللاتينية. مع انتشار البهائيين الأمريكيين في أمريكا اللاتينية، بدأت المجتمعات البهائية والجمعيات الروحية المحلية في التكون في 1938 عبر باقي أمريكا اللاتينية.

### التأسيس
بعد زيارة قصيرة في 1939 من جون وروزا شو من سان فرانسيسكو، بدأت الجالية البهائية في جامايكا في 1942 مع وصول الدكتور مالكولم كينغ - من بورتلاند، أوريغون، من خلفية جامايكية. قام كينغ بتعليم الدين لماريون ماكسويل، أول بهائي جامايكي وويليام ميتشل (الذي كان محاسبًا سابقًا لـجمعية تحسين السود العالمي وجمعية المجتمعات الأفريقية (بالإنجليزية: Universal Negro Improvement Association and African Communities League - UNIA) التي أسسها ماركوس غارفي). تم انتخاب أول جمعية روحية محلية للبهائيين في جامايكا في كينغستون في عام 1943. كان ميتشل هو المندوب الجامايكي إلى مؤتمر بهائي أمريكا الشامل الذي دعا إليه شوقي أفندي، رئيس الديانة آنذاك، ليُعقد في الولايات المتحدة في 17-24 مايو 1944 بمناسبة الذكرى المئوية لإعلان الباب. علم ميتشل بدوره الدين لجوليوس إدواردز، الذي كان مرتبطًا بغارفي، ثم انطلق إلى المنطقة التي تُسمى الآن غانا في 1953 ولاحقًا إلى ليبيريا. كان هناك أيضًا أوستاس وايت من بين أوائل البهائيين في جامايكا الذي شغل منصب رئيس قسم التناغم في جمعية تحسين السود العالمي في كينغستون كما تم انتخابه إلى الجمعية الروحية المحلية في كينغستون. ألقى عالم غارفي روبرت هيل تأبينًا في إحدى خدمات جنازة وايت.

## النمو

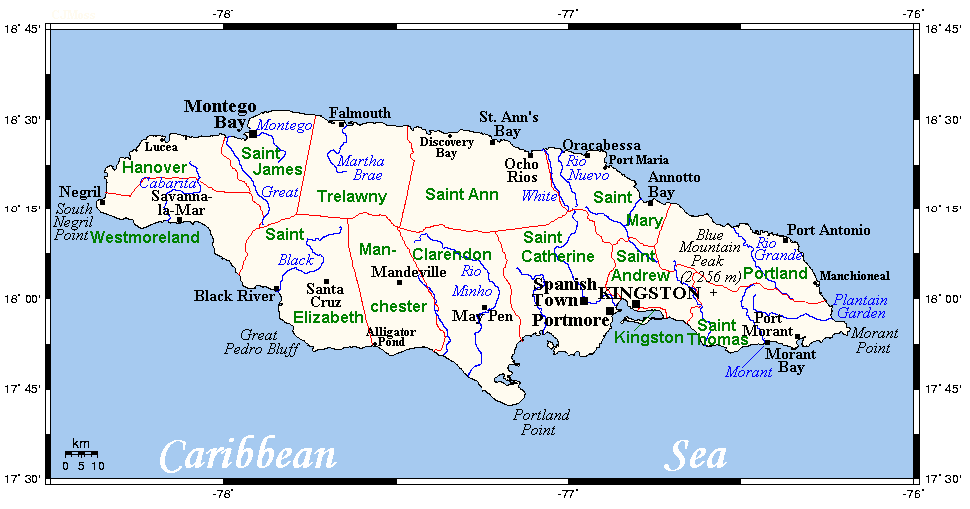
أبرشيات وبلدات جامايكا

منذ الفترة الأولى للتطور، نمت الجالية البهائية في جامايكا من حيث التنظيم والعلاقة مع المجتمع الأوسع بينما نمت داخليًا أيضًا. قبل الاستقلال الوطني، كان البهائيون في جامايكا جزءًا من الجمعية الروحية الوطنية الإقليمية جزر الأنتيل الكبرى من 1957 حتى 1961، وفي عشية الاستقلال الوطني في 1962، انتخب بهائيوا جامايكا جمعيتهم الروحية الوطنية في عام 1961 مع يد الله السبب إينوك أولينغا ممثلًا الجالية البهائية الدولية. في عام 1963، كان هناك جمعيات روحية محلية للبهائيين في 6 مدن: آناتو باي، كينغستون، ماي بن، بورت أنطونيو، سبانيش تاون، ويالهس، بالإضافة إلى مجموعات أصغر من البهائيين في بارتونز (سانت كاثرين)، كروكيد ريفر، مونتيغو باي، وبوروس.
في عام 1963، نظر بهائيوا العالم إلى انتخاب البيت العالمي للعدل كالرأس الجديد للديانة. كان المنتخبون هم أعضاء الجمعيات الوطنية الموجودة آنذاك. شارك أعضاء الجمعية الوطنية في جامايكا في الانتخابات، وهم الآنسة دوريس مود بوكانان، السيد رانديولف فيتز-هنلي، الآنسة أليس مود غاليير، السيد ويليام آرثر ويلسلي ميتشل، السيد ألفريد سينير، الآنسة إميلي تايلور، الآنسة روبي تايلور، السيد كلارينس أولريش، السيدة مارغريت أولريش. في وقت لاحق، دعا البيت العالمي للعدل إلى عقد ثمانية مؤتمرات محيطية وقارية، وعُقد أحدها في كينغستون لمنطقة البحر الكاريبي في مايو 1971. في عام 1981، قبل الذكرى الأربعين لتأسيس الجالية البهائية في جامايكا، جالت يد أمر الله روحية خانم في منطقة البحر الكاريبي وقضت ستة أيام في جامايكا. استقبلتها الحاكم العام ورئيس الوزراء، بينما حضر أكثر من مئتي بهائي مؤتمرًا لمدة عطلة نهاية الأسبوع، وحضر المزيد من غير البهائيين اجتماعًا عامًا. تم إجراء مقابلة تلفزيونية لمدة عشرين دقيقة، بالإضافة إلى تغطية عامة من قبل الصحفيين على الراديو والتلفزيون سلطت الضوء على زيارتها.
منذ بدايتها، كانت الديانة البهائية تشارك في التنمية الاجتماعية والاقتصادية بدءًا بإعطاء مزيد من الحرية للنساء, وتعزيز التعليم النسائي كأولوية, وقد تم تجسيد ذلك عمليًا من خلال إنشاء المدارس، التعاونيات الزراعية، والعيادات. دخلت الديانة مرحلة جديدة من النشاط عندما تم إصدار رسالة من البيت العالمي للعدل بتاريخ 20 أكتوبر 1983. تم حث البهائيين على البحث عن طرق، متوافقة مع تعاليم بهاء الله، يمكنهم من خلالها المشاركة في التنمية الاجتماعية والاقتصادية للمجتمعات التي يعيشون فيها. على مستوى العالم، في عام 1979 كان هناك 129 مشروعًا معترفًا به اجتماعيًا واقتصاديًا. بحلول عام 1987، ارتفع عدد المشاريع المعترف بها إلى 1482. في عام 1985، استطلعت الجالية البهائية الدولية الجمعيات الوطنية باستخدام استبيان - استجابت 77 من أصل 143 جمعية موجودة آنذاك. وأبرزت ردود جامايكا شعورًا بأن النساء في جامايكا كن يتخذن مناصب قيادية في الجمعيات المحلية. خدم مساعد العميد في مدرسة الهندسة والعلوم التطبيقية في جامعة واشنطن في سانت لويس، نعومي مكورد، وزوجها كأوصياء للمركز الوطني البهائي في كينغستون لعدة سنوات. وقد أوصت مكورد بأكثر من 200 مجلد من مكتبتها الشخصية للمركز.
في خطوة أولى بالنسبة للجالية الجامايكية العامة، كانت الجمعية الروحية الوطنية للبهائيين في جامايكا أحد الأعضاء المؤسسين لمجلس الأديان الجامايكي في عام 1992.

## المجتمع الحديث
شارك البهائيون في عدد من الأنشطة ذات الصلة الواسعة والمحلية للجامايكيين. في عام 2000، انضم البهائيون للاحتفال باليوم الدولي للسلام مع صلوات تم الدعوة إليها من قبل قمة قادة الأديان لميثاق السلام العالمي التي اجتمعت في الأمم المتحدة في الفترة من 28 إلى 31 أغسطس. وفي عام 2002، شارك البهائيون في حوار وطني حول تجاوز الحدود القبلية الموجودة في السياسة. أعلن الحاكم العام لجامايكا، السير هوارد كوك، يوم بهائي وطني لأول مرة في 25 يوليو 2003، ومنذ ذلك الحين أصبح هذا الحدث سنويًا. من بين احتفالات الذكرى الستين لأول جمعية روحية محلية في جامايكا، بعد أسبوعين من الفعاليات، تم تنظيم حملة تبرع بالدم من قبل البهائيين في كينغستون. كما حضر الفعاليات المستشارة القارية المتقاعدة روث برينجل قبل أسبوعين من وفاتها. في عام 2006، نظم البهائيون في بورت أنطونيو معرضًا لمدة 4 أيام في المكتبة العامة حول تاريخ الديانة في جامايكا مع الاحتفال بيوم بهائي. استضاف المركز البهائي في كينغستون مجموعة "الخميس" التي أسسها السير هوارد كوك والتي استمرت في العمل منذ تقاعده في 2006. في عام 2008، تم تعيين البهائية دوروثي وايت مديرة تنفيذية جديدة في مركز الموارد والتوجيه للنساء في كينغستون. في عام 2005، قدمت الجوقة البهائية الدولية "أصوات بهاء" عروضًا في جامايكا كجزء من جولتها الأولى في منطقة البحر الكاريبي وأدت في مسرح وارد وكنيسة الجامعة، مع تخصيص عائدات العروض لاثنين من الجمعيات الخيرية في جامايكا التي تخدم عائلات رجال الشرطة الذين لقوا حتفهم في الواجب ودار "غولدن إيدج" في دينهام تاون.

### التركيبة السكانية
في عام 2000، أفادت المصادر المحلية بوجود 4000 بهائي في جامايكا، وخاصة في مدن مثل مونتيغو باي، بورت أنطونيو، أوتشو ريوس وماي بن بينما أفادت المصادر الدولية الحديثة بوجود عدد يتراوح بين 279 بهائيًا إلى أكثر من 8000. قدرت جمعية بيانات الأديان (استنادًا إلى دليل الأديان المسيحية العالمي) عدد البهائيين بـ 5137 في عام 2005. في عام 2006، كان هناك 21 جمعية روحية محلية. في عام 2008، تم إدراج فعاليات الجالية البهائية خاصة في مونتيغو باي، مورانت باي، بورت مورانت، ومنطقة كينغستون/سانت أندرو.

## دراسات إضافية
- Have You Heard the News (film). South Carolina and Jamaica: Kiva Films, Inc for the National Spiritual Assembly of the Baháʼís of the United States. 1972. مؤرشف من الأصل في 2024-12-25.

## وصلات خارجية
- الجالية البهائية في جامايكا
- منظور بهائي 18.10.2008 وارن أوديس-جيليت يُجري مقابلة مع هاري لوغان، بهائي من جامايكا كان في زيارة بعد أن كان في حيفا، إسرائيل كمندوب من بلاده لانتخاب الهيئة الحاكمة العالمية للبهائيين والمعروفة بالبيت العالمي للعدل.